# Christian de Castries
Christian Marie Ferdinand de la Croix de Castries (ur. 11 sierpnia 1902 w Paryżu, zm. 29 lipca 1991 tamże) – francuski wojskowy w stopniu generała brygady.
Pochodził z rodziny o tradycjach wojskowych. Zaciągnął się do armii w wieku 19 lat. W 1926 został wysłany do Szkoły Kawalerii w Saumur. 
Podczas II wojny światowej walczył w kampanii francuskiej i dostał się do niewoli.
W 1946 roku otrzymał awans do stopnia podpułkownika. Został oddelegowany do Indochin, gdzie został ranny. Wrócił do Paryża na rekonwalescencję.
Dowodził wojskami francuskimi w bitwie pod Dien Bien Phu. Po przegranej batalii, trafił do niewoli na cztery miesiące. Zrezygnował ze służby wojskowej w 1959 roku.